# Susanne Kernl
Susanne Kernl (* 22. Mai 1982 in Nabburg) ist eine ehemalige deutsche Basketballspielerin.

## Laufbahn
Kernl spielte Basketball beim TSV 1880 Schwandorf, dann ab 1999 bei der Regensburger Turnerschaft. 2001 wechselte Kernl, die in Heidelberg ein Physikstudium aufnahm, zum Zweitligisten KuSG Leimen. 2002 gelang ihr der Sprung in die U20-Auswahl des Deutschen Basketball Bundes.
Die 1,85 Meter messende Flügel- und Innenspielerin verließ Leimen, wechselte 2004 zum schwedischen Erstligisten Visby Basketbollklubb. In ihrer ersten Saison 2004/05 gewann Kernl die schwedische Meisterschaft. Sie trug zu diesem Erfolg in 33 Ligaeinsätzen im Durchschnitt 9,5 Punkte und 4,6 Rebounds bei. Sie nahm im Sommer 2005 mit der deutschen Auswahl an der Universiade in Izmir teil. Im August 2006 bestritt sie ihr erstes von insgesamt zehn A-Länderspielen für Deutschland (alle im Jahr 2006). Kernl, die in Visby statt bislang Physik das Fach Internationale Wirtschaft studierte, blieb bis 2008 bei dem schwedischen Erstligisten. Zeitweilig war sie Spielführerin der „Visby Ladies“. Aufgrund von Kniebeschwerden legte sie eine jahrelange Basketballpause ein, ehe sie ab Januar 2015 bis Saisonende 2014/15 wieder in Deutschland beim Zweitligisten BC Hellenen München spielte.